# Velika Petrovagorska
Velika Petrovagorska falu Horvátországban Krapina-Zagorje megyében.

## Fekvése
Krapinától 12 km-re keletre, községközpontjától  7 km-re északnyugatra a Horvát Zagorje területén fekszik. Közigazgatásilag Loborhoz tartozik.

## Története
1857-ben 127, 1910-ben 210 lakosa volt. A trianoni békeszerződésig Varasd vármegye Zlatari járásához tartozott. 2001-ben 243 lakosa volt.

## Külső hivatkozások
- Lobor község hivatalos oldala
- Nemhivatalos oldal Archiválva 2013. május 14-i dátummal a Wayback Machine-ben